# 이물질
이물질(異物質, foreign body, FB), 외래물 또는 이물(異物)은 생물체 밖에서 기원한 물질이다. 기계적으로 원치 않는 모든 침입 물제를 의미할 수 있다. 이물질 대부분은 자연 인체 구멍을 통해 장기로 들어간다.
이물질은 큰 영향을 주지 않거나 자극적일 수 있다. 자극적인 경우 염증과 흉터를 유발한다. 체내 감염을 일으켜 면역계를 보호하려 할 수 있다. 크기나 유발된 흉터에 따라 통로를 막을 수 있다. 독성이 있을 수 있다.

## 같이 보기
- 미세먼지